# Katana
Katana (刀?) este un tip de sabie japoneză (日本刀; nihontō), numită de multe ori și "sabie de samurai". Termenul katana mai poate fi folosit pentru orice sabie japoneză curbată cu lungimea lamei mai mare de 60 cm. Acesta este însă folosit deseori greșit pentru săbiile japoneze în general. Această armă a apărut în perioada Muromachi (Ashikaga), 1336-1573.

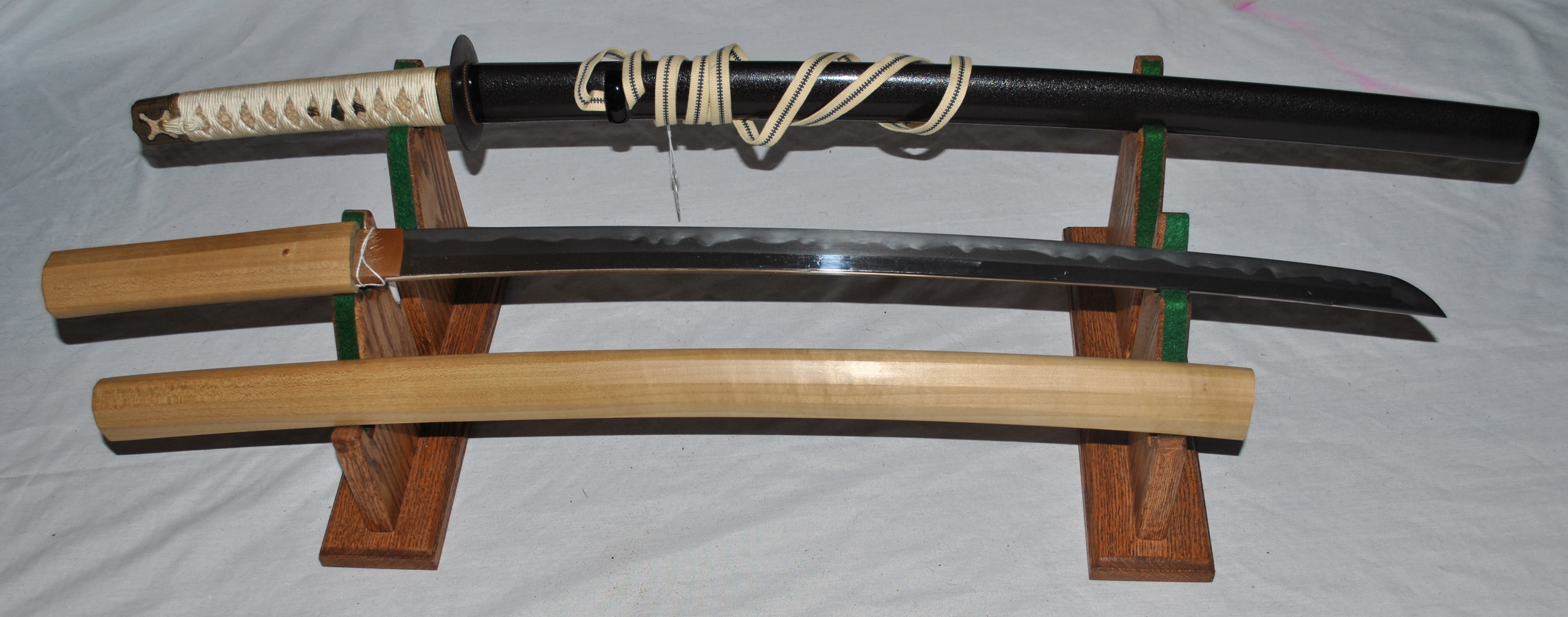
Katana

Katana este caracterizată de prin proprietățile sale: este curbată, ușoară, cu o singură lamă, cu garda de formă circulară sau pătrată, și cu mânerul destul de lung pentru a putea fi ținut cu ambele mâini. Din punct de vedere istoric, ea a devenit inseparabilă de samuraiul din perioada feudală a Japoniei, și a devenit cunoscută pentru abilitatea ei de tăiere și a ascuțimii sale.

## Istoria
Ca rezultat al schimbărilor condițiilor de luptă, cerându-se astfel viteză mai mare, katana a fost creată în perioada Muromachi (1392–1573). Viteza era demonstrată de katana prin lama sa așezată în sus, permițându-le astfel samurailor să scoată sabia din teacă și să taie inamicul printr-o singură mișcare. Înainte, sabia curbată era purtată de samurai cu lama in jos. Această metodă de așezare era însa folositoare samuraiului în viața de zi cu zi.
Lungimea lamei a variat considerabil pe parcursul istoriei. La sfârșitul secolului al XIV-lea și începutul secolului al XV-lea, lama katanei obișnuia să aibă lungimea între 70 și 73 cm lungime. La începutul secolului al XVI-lea, lungimea medie era mult mai apropape de 60 cm, dar la sfârșitul secolului respectiv tinde iar spre 73 cm.
Katana facea deseori pereche cu wakizashi, o sabie similară, dar mai scurtă, purtată de cei ce aparțineau clasei războinicilor. Rareori făcea pereche cu tantō, o sabie de aceeași formă, dar de lungimea unui cuțit. Cuplul format de katana și wakizashi se numea daishō și reprezenta puterea socială și onoarea unui samurai.

## Construirea unei katane
Construcția unei katane este un proces de muncă manuală dezvoltat în Japonia medievală.
Cu toate că daishō era perechea formată din katana și wakizashi, ele erau rareori construite împreună. Dacă samuraiul își permitea un daishō, el era constituit din oricare două săbii le avea. Un daishō contruit ca set de același fierar era foarte rar întâlnit, și deci foarte scump.
Săbii japoneze autentice sunt foarte rare in zilele noastre, cu toate că există exemplare originale, însă în schimbul unei sume formidabile de bani. Katane moderne sunt făcute de câțiva fierari licențiați care încă practică această îndeletnicire transmisă din generație în generație.

## Compoziție
Compoziția oțelului utilizat pentru katana variază de la fierar la fierar în functie de minereul de fier folosit. Într-o formulă, cunoscută a fi utilizată în decursul celui de-al doilea război mondial, cantitățile utilizate pentru producerea unui anumit tip de katana au fost urmatoarele:
| Compoziția elementelor: |                                    |
| Fier                    | 95.22–98.12%                       |
| Carbon                  | 0.1–3.00%                          |
| Cupru                   | 1.54%                              |
| Magneziu                | 0.11%                              |
| wolfram                 | 0.05%                              |
| Molibden                | 0.04%                              |
| Dioxid de titan         | 0.02%                              |
| Siliciu                 | Cantități variabile                |
| Diverși compuși         | Depinzând de procentajele folosite |

O sabie katana autentică se face din oțelul japonez numit "Tamahagane". Forjarea unei lame de katane putea dura ore sau zile întregi, procedeul fiind considerat o artă sacră. Ca și în cazul multor alte procese complexe, mai mulți realizatori/artiști au fost implicați, și nu doar un singur artizan. Exista un fierar pentru a realiza duritatea sabiei, de multe ori un al doilea fierar (ucenic) pentru a îndoi metalul, un specialist de polizat, și chiar și un specialist pentru realizarea marginii lamei. De multe ori, existau specialiști pentru realizarea mânerului, a tecii  și a porțiuni de separare a tecii de mâner, tsuba.

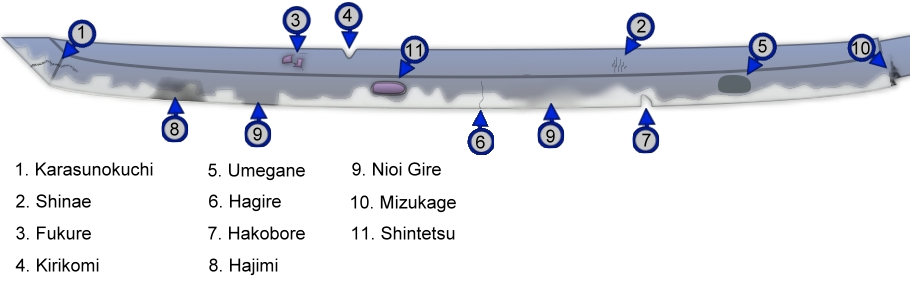
Defectele ce pot aparea la realizarea unei săbii katana, cu toate denumirile specifice din limba japoneză.